# Eretris subrufescens
Eretris subrufescens är en fjärilsart som beskrevs av Smith och Kirby 1895. Eretris subrufescens ingår i släktet Eretris och familjen praktfjärilar. Inga underarter finns listade i Catalogue of Life.